# 恵我村
恵我村（えがむら）は、大阪府中河内郡にあった村。現在の松原市の北東部および八尾市若林町にあたる。

## 地理
- 河川：大和川

## 歴史
- 1889年（明治22年）4月1日 - 町村制の施行により、丹北郡大堀村・別所村・一津屋村・小川村・若林村の区域をもって発足。
- 1896年（明治29年）4月1日 - 所属郡が中河内郡に変更。
- 1955年（昭和30年）2月1日 - 松原町・天美町・布忍村・三宅村と合併して松原市が発足。同日恵我村廃止。
- 1964年（昭和39年）4月1日 - 松原市のうち旧村域の一部（若林・大堀のうち大和川右岸の北若林地区）が八尾市に編入。

## 交通

### 道路
現在は旧町域に西名阪自動車道・阪和自動車道・近畿自動車道・阪神高速14号松原線の松原ジャンクションが所在するが、当時は未開通。